# Сухов, Андрей Дмитриевич
Андре́й Дми́триевич Су́хов (27 марта 1930, Иваново-Вознесенск — 29 апреля 2025, Москва) — советский и российский философ

, специалист по истории русской философии, философии истории и религии. Доктор философских наук (1969), профессор (1973).

## Биография
Окончил биолого-почвенный факультет МГУ имени М. В. Ломоносова (1953) и аспирантуру ИФ АН СССР (1956).
Работал в Государственной библиотеке СССР имени В. И. Ленина, изд-ве «Знание», АОН при ЦК КПСС. В 1982—1992 годах заведовал сектором истории рус. филос. в ИФ АН СССР (РАН), где ныне ведущий научный сотрудник там же.
Кандидат философских наук (1959), диссертация «Социальные и гносеологические корни религии», Институт философии АН СССР. Старший научный сотрудник (1965).
Доктор философских наук (1969), диссертация «Философские проблемы происхождения религии» (Акад. обществ. наук при ЦК КПСС, 1968).
Составитель и редактор биографического словаря «Сто русских философов» (1995).
В области философии истории основная сфера интересов — исторический прогресс.
Скончался 29 апреля 2025 года в возрасте 95 лет.

## Основные работы
- Сухов А. Д. Социальные и гносеологические корни религии. М.: Изд-во Акад. наук СССР, 1961. 143 с.
- Сухов А. Д. Русский дарвинист В. И. Шманкевич и его научное наследие // Биология в школе. 1960. № 1. С.82-88.
- Сухов А. Д.Философские проблемы происхождения религии. М.: Мысль, 1967. 287 с.
- Наука и теология в XX веке / Ред.: В. И. Гараджа, А. Д. Сухов. — М.: Мысль, 1971. — 216 с. — 8000 экз. (в пер.)
- Сухов А. Д. Религия как общественный феномен (философские проблемы исследования). М.: Мысль, 1972. 143 с. Издание 2-е. М.: Мысль, 1973. 144 с.
- Сухов А. Д. Естествоиспытатели и атеизм. Критика религии выдающимися естествоиспытателями XIX—XX вв. Составитель, автор предисловия и примечаний. М.: Мысль, 1973. 277 с.
- Сухов А. Д. Естествоиспытатели и религия. М.: Наука, 1975. 160 с.
- Сухов А. Д. Религия в истории общества. М.: Наука, 1979. 96 с.
- Сухов А. Д. Атеизм идеологов революционного народничества // Вопросы научного атеизма. Вып. 25. Атеизм, религия, церковь в истории СССР / Акад. обществ. наук ЦК КПСС. Ин-т научного атеизма. — М.: Мысль, 1980. — С. 170—185. — 341 с. — 20 000 экз.
- Сухов А. Д. Атеизм передовых русских мыслителей: Радищев. Декабристы. Революционные демократы. Естествоиспытатели-материалисты. Революционные народники. — М.: Мысль, 1980. — 228 с. — 50 000 экз. (в пер.)
- Сухов А. Д. Прогресс и история. М.: Мысль, 1983. 111 с.
- Сухов А. Д. Свободомыслие и атеизм в различных сферах деятельности и знания // Свободомыслие и атеизм в древности, средние века и в эпоху Возрождения. М.: Мысль, 1986. С. 29-37.
- Сухов А. Д. Социальные предпосылки и последствия крещения Руси // Введение христианства на Руси. М.: Мысль, 1987. С. 8-20.
- Сухов А. Д. Русская философия: пути развития (очерки теоретической истории). М.: Наука, 1989. 208 с.
- Русская мысль в век Просвещения / Ред.: Н. Ф. Уткина, А. Д. Сухов. — М.: Наука, 1991. — 280 с. — 5000 экз. — ISBN 5-02-008074-8. (в пер.)
- Сухов А. Д. Хомяков, философ славянофильства. М.: ИФ РАН, 1993. 88 с.
- Сто русских философов: Биографический словарь / Сост. и ред. А. Д. Сухов. — М.: Мирта, 1995. — 320 с. — 5000 экз. — ISBN 5-7328-0015-8. (в пер.)
- Сухов А. Д. Русская философия: особенности, традиции, исторические судьбы. — М.: ИФРАН, 1995. — 192 с. — ISBN 5-201-01876-9. (обл.)
- Сухов А. Д. Столетняя дискуссия. Западничество и самобытность в русской философии. М.: ИФ РАН, 1998. 198 с.
- Сухов А. Д. Яснополянский мудрец: Традиции русского философствования в творчестве Л. Н. Толстого. — М.: ИФ РАН, 2001. — 148 с. — 500 экз. — ISBN 5-201-02065-8. (обл.)
- Сухов А. Д. Материалистическая традиция в русской философии. — М.: ИФ РАН, 2005. — 264 с. — 500 экз. — ISBN 5-9540-0012-3. (обл.)
- Сухов А. Д. П. А. Кропоткин как философ. — М.: ИФ РАН, 2007. — 144 с. — 500 экз. — ISBN 978-5-9540-0069-6. (обл.)
- Сухов А. Д. Литературно-философские кружки в истории русской философии (20—50-е годы XIX века). — М.: ИФ РАН, 2009. — 152 с. — 500 экз. — ISBN 978-5-9540-0133-4. (обл.)
- Сухов А. Д. Материалистическое философствование в русском естествознании XIX-XX вв. — М.: ИФ РАН, 2011. — 136 с. — 500 экз. — ISBN 978-5-9540-0188-4. (обл.)
- Сухов А. Д. Русская философия. — М.: Канон-Плюс, 2012. — 640 с. — 800 экз. — ISBN 978-5-88373-305-4. (в пер.)
- Сухов А. Д. Философия религии в марксизме и русском материализме XIX в. М.: ИФ РАН, 2014. 98 с.
- Сухов А. Д. Русские философствующие историки. М.: Канон+, 2016. 160 с. Переиздание: 2018, 2019.
- Сухов А. Д. И. В. Сталин и проблемы строящегося социализма // Вест. филос. о-ва. 2020. № 3-4 (93-94). С. 115—130.
- Сухов А. Д. Начинал в 50-е // Философские поколения / Сост. и отв. ред. Ю. В. Синеокая. М.: Издательский Дом ЯСК, 2022. С. 226—237.
- Сухов А. Д. Открытость русской философии. М.: Канон+, 2021. 192 с.
- Сухов А. Д. Идеологические ориентиры в истории русской философии. М.: Канон+, 2023. 160 с.